# 幸福な生活
『幸福な生活』（こうふくなせいかつ）は、百田尚樹による日本の短編小説集。
2011年5月25日に祥伝社から刊行され、2013年12月10日に祥伝社文庫から「賭けられた女」が追加収録されて発売された。トーハン発行の『新刊ニュース』にて、2009年12月号から2011年5月号に掲載された18編が収録されている。
2014年、オリコン発表の「2014年 年間本ランキング」で本作が第3位にランクインした。2015年11月時点の発行部数は92万部を突破している。
2015年に漫画化された。

## 収録作品一覧
母の記憶
「嫁を殺した」「近所の○○さんは私を好いていた」「夫を殺した」、認知症の母の数々の放言はでたらめばかりだと思っていたが……。
夜の訪問者
仕事から帰ると、家で妻と不倫相手の女が談笑していた。スポーツクラブで知り合ったという2人だが、夫は気が気でない……。
そっくりさん
自分にそっくりな人を見たと言われ、自分もいつか会ってみたいと思っていた主婦の近頃の悩みは、夫の寝言から発生した夫の同性愛者疑惑だった。
おとなしい妻
人見知りで内向的な妻が悪事を働いた後、笑いながら走って逃げたと聞かされ、全く信じられない夫。すると今度は、妻がパチンコ屋で店員を殴ったと知らせが入る。
残りもの
30代最後の年に、顔も性格も全てにおいて理想の男と結婚でき、大喜びの女。昔から祖母に“残りものには福がある”と聞かされて育ったが、それは本当だったと友人夫妻に自慢するが……。
豹変
結婚して5年、そろそろ子どもが出来てもいい頃だと思っていた夫にもたらされた不妊検査の結果。毎日どんな些細なことでも「いいことがあった」と嬉しそうに話してくれるいつも前向きな妻も、今日ばかりは怒るのではと思っていたが……。
生命保険
一流大卒のエリート女性が結婚相手に選んだのは、うだつの上がらない男。チンピラに絡まれたところを助けてくれた勇敢な姿が決め手だったが……。
痴漢
痴漢の言いがかりを付けられ、場を収めるために金を払ってしまった男。その後も、何かと理由を付けては金をせびってくるのに耐えかね……。
ブス談義
高校の同級生の結婚披露宴に出席した男3人は、ブス談義に花を咲かせる。高校時代の同級生だったブスの女子のことに話が移るが……。
再会
DVと金銭問題が原因で離婚した元夫が突然会社を訪ねてくる。病で面変わりした元夫は、自分の過去の数々の所業をわび始める。
償い
母の17回忌が終わり、母が亡くなった事故の時の記憶が段々戻ってきて、宇宙人に遭った気がすると妻に話し始める。
ビデオレター
死んだ妻の49日法要が終わった後、妻が生前に撮影していたビデオレターが届く。自分たちの馴れ初めから滔々と語り始め……。
ママの魅力
100kg超のビッグな体型ながら気が小さい母を、父は魅力溢れる豊満な体だと褒め称える。買い物に出かけたある日、公園で逃げ出した猛犬が暴れていて……。
淑女協定
女子社員の噂話は「淑女協定」とは名ばかりに、どこからか必ず秘密が漏れていく。誰と誰がデキていた、抱いたことがある・ない、自分は社内結婚ではないからと安心していたが……。
深夜の乗客
雨の夜、個人タクシーの運転手が深夜に車を流していたところ、若い女が乗ってくる。目的地に着き、家に金を取りに行ったまま戻らないので、チャイムを鳴らすと……。
隠れた殺人
監察医制度が未熟な日本には、隠れた殺人が数え切れないほどある。父の49日法要の席でそんな話に及び……。
催眠術
同僚から催眠術の話を聞き、興味を持った男は自分も妻にかけてみたいと考える。偶然に瞬間催眠にかかった妻に、禁断の質問をしてしまう。
幸福な生活
今日は、娘が恋人を家に連れてくる日。我が家の歴史を振り返りながら、つくづく自分は幸せだったと深く思わずにはいられなかった……。
賭けられた女

## 書籍情報
小説
- 単行本：百田尚樹『幸福な生活』、2011年5月25日発売、ISBN 978-4-396-63366-0
- 文庫本：百田尚樹『幸福な生活』、2013年12月10日発売、ISBN 978-4-39-633891-6

漫画
- 百田尚樹（原作）・山崎童々（作画） 『幸福な生活』 祥伝社、2015年11月7日発売、ISBN 978-4-396-76660-3